# Dème de Flórina
Le dème de Flórina (en grec : Δήμος Φλώρινας, dhímos Flórinas) est un dème situé dans la périphérie de Macédoine-Occidentale en Grèce. Le dème actuel est issu de la fusion, en 2010, entre les anciens dèmes de Flórina, de Káto Klinés, de Melíti et de Pérasma, devenus des districts municipaux.
Selon le recensement de 2011, la population du dème compte 32 881 habitants tandis que celle de la ville de Flórina, siège du dème, comte 17 786 habitants.

### District de Flórina

### District de Kato Klinés

### District de Pérasma

### District de Melíti